# أوشن 11
أوشن 11 (بالإنجليزية: Ocean's Eleven)‏ هو فيلم روائي مقتبس عن فيلم يحمل نفس الاسم أنتج عام 1960 وكان بطولة فرانك سيناترا، ودين مارتن. ويقوم ببطولة الفيلم الحديث عدة نجوم منهم جورج كلوني، وبراد بيت، ومات ديمون. أنتج عام 2001، وأخرجه ستيفن سودبيرج. وهذا هو الفيلم الأول في سلسلة من ثلاثة أفلام وهم Ocean’s Twelve وOcean's Thirteen.

## القصة
تدور قصة الفيلم حول عصابة من 11 فردًا يخططون لسرقة 3 كازينوهات في لاس فيغاس.

## الممثلون
شارك في الفيلم مجموعة من عمالقة السينما في هوليود مثل
- جورج كلوني
- براد بيت
- جوليا روبرتس
- مات ديمون
- أندي غارسيا

## الميزانية
بلغت ميزانية الفيلم 85 مليون دولار بينما حقق أرباحا كبيرة تقدر ب 450 مليون دولار. كما تم إنتاج جزئين جديدين لاحقا بعد نجاح هذا الفيلم، أوشن 12 وأوشن 13

## روابط خارجية
- أوشن 11 على موقع IMDb (الإنجليزية)
- أوشن 11 على موقع ميتاكريتيك (الإنجليزية)
- أوشن 11 على موقع الموسوعة البريطانية (الإنجليزية)
- أوشن 11 على موقع روتن توميتوز (الإنجليزية)
- أوشن 11 على موقع نتفليكس (الإنجليزية)
- أوشن 11 على موقع قاعدة بيانات الأفلام العربية
- أوشن 11 على موقع ألو سيني (الفرنسية)
- أوشن 11 على موقع Turner Classic Movies (الإنجليزية)
- أوشن 11 على موقع أول موفي (الإنجليزية)
- أوشن 11 على موقع بوكس أوفيس موجو (الإنجليزية)